# Kde alibi nestačí
Kde alibi nestačí je československý kriminální film z roku 1961. Délka filmu je 91 minut.

## Obsazení
| Karel Höger        | kapitán VB Miloš Tůma                               |
| Josef Bek          | nadporučík VB František Líbal                       |
| Oldřich Nový       | ředitel hotelu Jindřich Kraus                       |
| Anna Pitašová      | Krausova žena zvaná Isa                             |
| Bohuš Záhorský     | ředitel firmy Medika dr. Vopálenský                 |
| Jan Tříska         | laborant Mirek Zach, synovec Vopálenského           |
| Miloš Nedbal       | kouzelník Bonhardi vlastním jménem Ladislav Valenta |
| Bohumil Šmída      | zloděj Josef Šesták řečený Šoufek                   |
| Oldřich Velen      | poručík VB Jiří Florián                             |
| Marcela Martínková | laborantka Zdena Fišárková                          |
| Josef Abrhám       | svědek Jirka Ruml                                   |
| Libuše Geprtová    | Rumlova dívka                                       |
| Rudolf Deyl ml.    | major VB                                            |
| Anna Gabrielová    | Kryštofová, žena lékárníka                          |
| Antonín Kandert    | skladník Rendl                                      |
| Ota Motyčka        | správce domu                                        |
| Josef Hlinomaz     | recepční v prologu                                  |
| Lubomír Kostelka   | vrchní Na vyhlídce                                  |
| František Kovářík  | starý pan Menšík                                    |
| Václav Lohniský    | recepční v hotelu International                     |
| Zdeněk Řehoř       | Lokvenc                                             |
| Otto Šimánek       | příslušník VB Moravec                               |

## Tvůrci a štáb
- Režie: Vladimír Čech
- Námět: Karel Cop
- Scénář: Karel Cop, Vladimír Čech
- Dramaturg: Václav Nývlt
- Kamera: Josef Střecha
- Vedoucí výroby: Josef Ouzký
- Hudba: Dalibor C. Vačkář
- Nahrál: Filmový symfonický orchestr (řídil Štěpán Koníček)
- Architekt: Jan Zázvorka
- Výtvarník: Kamil Lhoták
- Kostýmy: Slávka Doležalová-Kulhavá, František Mádl
- Zvuk: František Černý
- Střih: Antonín Zelenka
- II. kamera: Bedřich Baťka
- Masky: Oldřich Mach, Marie Koulová, Rudolf Buneš
- Asistent architekta: Bohumil Nový
- Výprava: Marta Měřínská, Josef Pavlík, František Šaněk
- Pomocný režisér: Čestmír Mlíkovský
- Zástupci vedoucího výroby: Josef Pitrák, Růžena Hulínská
- Fotograf: Karel Šebík

## Zajímavosti
- Od své premiéry v červenci 1961 až do 01.09.1974, kdy byl stažen z distribuce, vidělo film v českých kinech v rámci 7 729 představení celkem 1 580 187 diváků.[1]